# Гниди

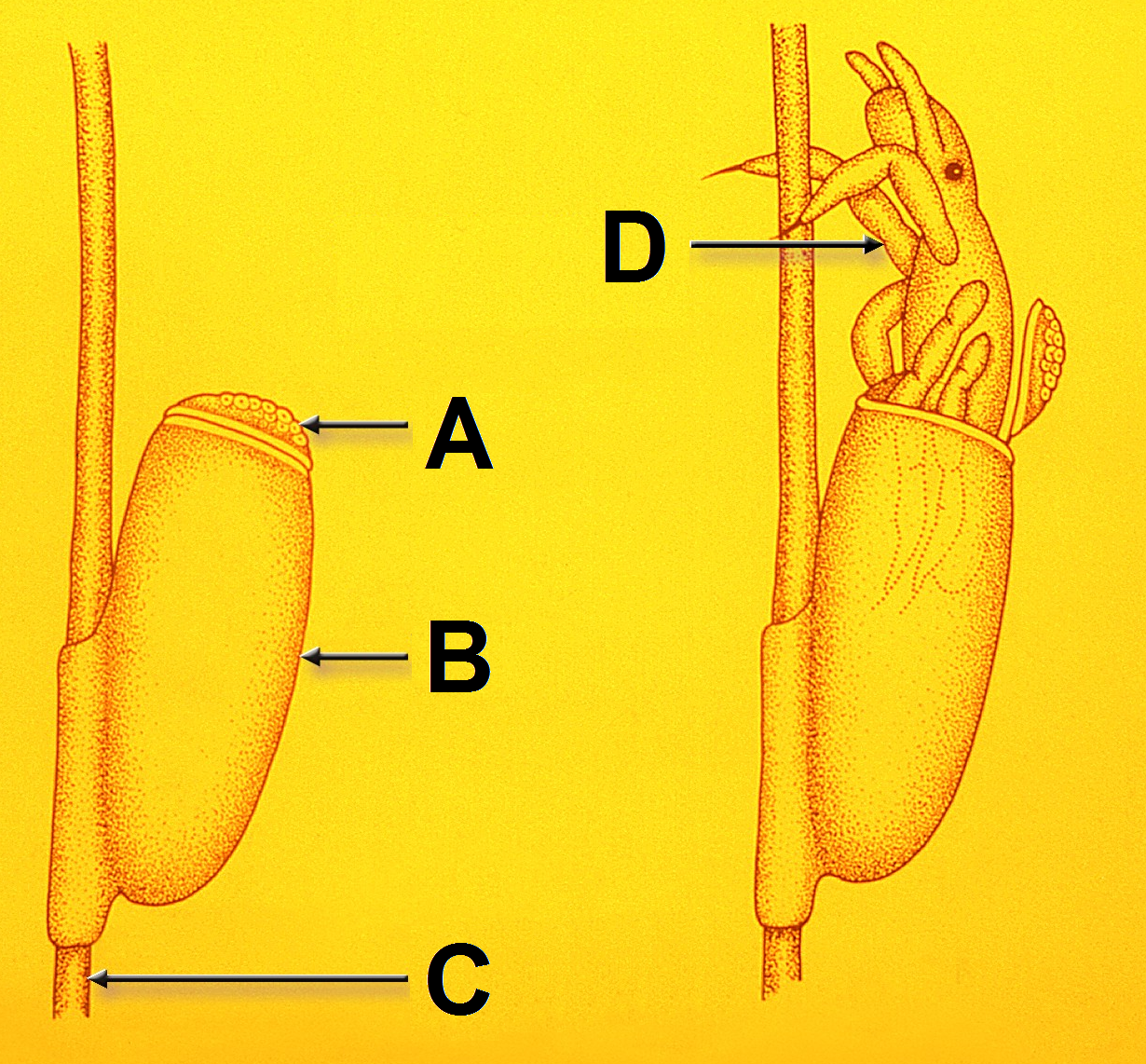
Будова гниди: A — кришечка, B — оболонка, C — волосся, D — вилуплювання личинки

Гни́ди — яйця вошей. Прикріплюються до волосся або до одягу. Їх вкриває захисна оболонка з кришечкою зверху (форма кришечки — систематична ознака). Довжина гниди платяної воші — до 1 мм. Розвиток гнид за температури 25—37 °С триває 5—16 діб. Розвиток гнид платяної воші за температури 30—31 °С триває 7—10 діб, якщо білизну не знімають. Якщо білизну періодично знімають, розвиток затягується до 6 тижнів.

## Галерея
| Louse egg attached to hair shaft of its host               |
| Яйце воші, прикріплене до стрижня волосся свого господаря. |

| The female reproductive organ secretes a glue that quickly hardens into a "nit sheath" to cover the hair shaft and the entire egg except for the operculum.      |
| Жіночий репродуктивний орган, що виділяє клей, який швидко застигає в «оболонку гниди», покриваючи волосяний стрижень і більшу частину яйця, за винятком кришки. |

| The operculum allows the embryo to breathe |
| Кришка, що дозволяє ембріону дихати.       |

| A 1st stage nymph hatching from an egg       |
| Німфа першої стадії, що вилуплюється з яйця. |

| A 1st stage nymph hatching from an egg (detail) |
| Вилуплення німфи з яйця (деталь).               |